# Sklízeč tobolek
Sklízeč tobolek[zdroj⁠?!] (též stripper, z anglického stripper), je zemědělský stroj používaný ke sklizni tobolek bavlníku (Gossypium). Tento stroj, na rozdíl od sběrače surové bavlny (Cotton Picker), češe všechny tobolky z bavlníkového keře, tedy i ty nezralé. Uvnitř tohoto stroje je vylušťovač nerozvitých tobolek. Tento typ sklizně bavlny se dá využít jedině v aridních (suchých) oblastech, protože před samotnou sklizní je nutno provést defoliaci, která způsobí zaschnutí listů. 
Rozdělujeme dva základní typy sklízečů: s prstovým trhacím ústrojím a s válcovým trhacím ústrojím.